# Подлопатинское сельское поселение
Се́льское поселе́ние «Подлопатинское» (бур. Подлопаткын hомон) — муниципальное образование в Мухоршибирском районе Бурятии Российской Федерации.
Административный центр — село Подлопатки.

## История
Статус и границы сельского поселения установлены Законом Республики Бурятия от 31 декабря 2004 года № 985-III «Об установлении границ, образовании и наделении статусом муниципальных образований в Республике Бурятия»

## Население
| 2002  | 2011  | 2012  | 2013  | 2014  | 2015  | 2016  |
| ----- | ----- | ----- | ----- | ----- | ----- | ----- |
| 1418  | ↘1213 | ↘1187 | ↘1158 | ↘1144 | ↘1128 | ↘1121 |
| 2017  | 2018  | 2019  | 2020  | 2021  | 2023  | 2024  |
| ↘1098 | ↘1097 | ↘1086 | ↘1055 | ↘868  | ↘833  | ↘804  |

## Состав сельского поселения
| № | Населённый пункт | Тип населённого пункта       | Население |
| - | ---------------- | ---------------------------- | --------- |
| 1 | Подлопатки       | село, административный центр | ↘1006     |
| 2 | Усть-Алташа      | улус                         | ↘200      |
| 3 | Черноярово       | село                         | ↘7        |